# Ashleworth
Ashleworth is een civil parish in het Engelse graafschap Gloucestershire.